# Keila socken
Keila socken (estniska: Keila kihelkond, tyska: Kirchspiel Kegel) var en socken i det historiska landskapet Harrien (Harjumaa). Socknens kyrkby var Keila (tyska: Kegel).